# Marc Schnatterer
Marc Schnatterer (* 18. November 1985 in Heilbronn) ist ein ehemaliger deutscher Fußballspieler, der zuletzt bis Juni 2023 beim SV Waldhof Mannheim unter Vertrag stand. Zuvor spielte er von 2008 bis 2021 für den 1. FC Heidenheim.

## Sportlicher Werdegang

### Jugend und Anfänge
Schnatterer wurde im Heilbronner Stadtteil Neckargartach geboren. Er erlernte das Fußballspielen beim TSV Bönnigheim und wechselte in der Jugend zum SGV Freiberg. 2004 gewann er mit der Nachwuchsmannschaft unter anderem an der Seite von Marco Grüttner nach einem 3:1-Endspielerfolg über die A-Jugend-Mannschaft des SSV Ulm 1846 den A-Jugendpokal des Württembergischen Landesverbands, im folgenden Jahr erreichte er mit Freiberg das Endspiel des DFB-Junioren-Vereinspokals, in dem man in Berlin mit 0:5 gegen Hertha BSC verlor. Bereits als A-Jugendlicher wurde er unter Trainer Willi Entenmann in die in der Oberliga Baden-Württemberg spielende erste Mannschaft des Vereins übernommen, brauchte aber ein Jahr, bis er dort zum Stammspieler wurde. In der Saison 2005/06 machte er auch mit sieben Saisontreffern auf sich aufmerksam und wechselte danach im Sommer 2006 zur zweiten Mannschaft des Karlsruher SC in die höhere Regionalliga Süd. Bei den Badenern konnte er sich jedoch nicht dauerhaft behaupten und kam in zwei Jahren auf 15 bzw. 22 Einsätze und insgesamt nur zwei Tore.

### Rasanter Aufstieg bei Heidenheim
2008 wechselte Schnatterer zum 1. FC Heidenheim. In der nach der Ligareform nur noch viertklassigen Regionalliga Süd spielte er, auch wenn er häufig ausgewechselt wurde, in allen 34 Saisonspielen; mit sieben Treffern trug er zur Meisterschaft und damit zum Aufstieg in die 3. Liga bei. In seinem ersten Profijahr behauptete sich der offensive Mittelfeldspieler, der meist über die linke Seite kam, im Stammaufgebot der Schwaben und in der Saison 2010/11 war er der einzige Spieler im Team, der alle 38 Saisonspiele bestritt und mit 12 Saisontoren war er zudem zweiterfolgreichster Torschütze. Das Jahr darauf begann er mit vier Toren in den ersten vier Spielen, zog sich dann aber in der fünften Partie einen Mittelfußbruch zu und fiel ein Vierteljahr aus. Nach seiner Rückkehr war er aber schnell wieder erfolgreich und wurde mit elf Toren bester Torjäger im FCH-Team.
In der Saison 2011/12 galt Schnatterer auf seiner Position als der beste Spieler der dritten Liga. Am Ende der Saison 2013/14 stieg er mit dem FCH als Meister der 3. Liga in die 2. Fußball-Bundesliga auf. Schnatterer hatte mit 13 Toren dazu beigetragen. In Schnatterers erster Zweitligasaison 2014/15 trug er mit 11 Toren zum achten Tabellenplatz des FCH bei. In den folgenden Spielzeiten entwickelte sich Schnatterer zum Rekordspieler des nunmehrigen Zweitligisten, bei dem er – einhergehend mit dem Aufstieg zu einer Vereinslegende – eine Ära prägte. Er absolvierte für den Club 457 Pflichtspiele, in denen er 122 Tore erzielte und 127 auflegte.

### Wechsel nach Mannheim
Schnatterers im Sommer 2021 auslaufender Vertrag wurde nicht mehr verlängert. Er verließ somit nach 13 Jahren den 1. FC Heidenheim. Zur Saison 2021/22 wechselte er zum Drittligisten SV Waldhof Mannheim. Im April 2022 verlängerte er seinen Vertrag in Mannheim um ein weiteres Jahr. Im Mai 2023 beendete er seine Karriere.

## Rückkehr nach Heidenheim in veränderter Rolle
Nach Ende seiner Spielerkarriere kehrte Marc Schnatterer im Sommer 2023 in veränderter Rolle zum mittlerweile in die Bundesliga aufgestiegenen 1. FC Heidenheim zurück. Dabei arbeitet Schnatterer, der bereits im Besitz der B+ Trainer-Lizenz ist, seit dem 1. Juli 2023 bei den U19-Junioren als zusätzlicher Co-Trainer und als Spezialcoach Offensive im Leistungsbereich (U19, U17 & U16) des Nachwuchsleistungszentrums.
Darüber hinaus übernimmt er als Markenbotschafter des Vereins repräsentative Aufgaben bei öffentlichen Terminen und Veranstaltungen des FCH.
Im September 2023 bestritt er in der Voith-Arena nachträglich sein Abschiedsspiel im Trikot des 1. FC Heidenheim, da 2021 aufgrund der COVID-19-Pandemie und dem damit verbundenen Zuschauerausschluss kein gebührender Abschied möglich war.